# Kongsvinger IL Ishockey
Kongsvinger IL Ishockey (tidligere Kongsvinger Knights indtil klubben gik konkurs i december 2018) er ishockeyafdelingen i den norske sportsklub Kongsvinger IL. Klubben blev stiftet den 27. januar 1961. De spillede i GET-Ligaen fra 2014 til 2018 og spiller nu i Norges ishockey andendivision for mænd.
Klubben spiller sine hjemmekampe i Kongsvinger Ishall.
Klubben består af følgende hold: Senior Elite, pigehold, U18, U15, U13, U12, U11, U10, U9, U8, U7 og hockey skole. 

## Tidligere navne
- 1961–2004: KIL Hockey eller Kongsvinger Ishockeyklubb
- 2004–2018: Kongsvinger Knights
- 2018– nu: Kongsvinger IL Ishockey